# Дайсон, Джаррод
Джаррод Мартел Дайсон (англ. Jarrod Martel Dyson, 15 августа 1984, Мак-Ком, Миссисипи) — профессиональный американский бейсболист, аутфилдер клуба МЛБ «Питтсбург Пайрэтс». Победитель Мировой серии 2015 года в составе «Канзас-Сити Роялс».

## Биография
Джаррод Дайсон родился в городе Мак-Ком, округ Пайк, штат Миссисипи. Он окончил старшую школу Мак-Кома, после чего поступил в Общественный колледж юго-западного Миссисипи. За бейсбольную команду колледжа он играл в 2005 и 2006 годах, установив рекорд по числу набранных ранов. На драфте Главной лиги бейсбола 2006 года Джаррод был выбран клубом «Канзас-Сити Роялс» в последнем, пятидесятом, раунде.
С 2006 по 2010 год Дайсон выступал в командах фарм-системы «Роялс». Осенью 2010 года он дебютировал в Главной лиге бейсбола. За «Канзас-Сити» Джаррод играл до конца сезона 2016 года. Он отличался высокой скоростью, украв базу 176 раз за семь сезонов в составе клуба. Также он проявил себя как один из лучших оборонительных центрфилдеров в лиге, но уступал в атакующих действиях Лоренцо Кейну и играл в основном составе реже него. По ходу сезона 2015 года, в котором «Роялс» стали победителями Мировой серии, Джаррод также играл на позиции правого аутфилдера, меняясь с правшой Пауло Орландо в зависимости от того какой рукой подавал питчер соперника. В январе 2017 года клуб обменял Дайсона в «Сиэтл Маринерс» на питчера Нейта Карнса.
Сезон 2017 года Дайсон провёл в составе «Маринерс», установив личные рекорды по числу хоум-ранов и RBI за сезон — 5 и 30 соответственно. Он также стал лучшим в команде по числу украденных баз. После завершения чемпионата он получил статус свободного агента и в феврале 2018 года подписал двухлетний контракт на 7,5 млн долларов с «Аризоной». За «Даймондбэкс» в чемпионате 2018 года Джаррод сыграл в 67 матчах, пропустив часть сезона из-за травмы паха. В проведённых матчах он украл базу шестнадцать раз, став лучшим в команде по этому показателю, а также вошёл в число трёх лучших игроков клуба по игре в защите. В играх сезона 2019 года Дайсон отбивал с показателем 23,0 %, выбил семь хоум-ранов и украл тридцать баз. После окончания чемпионата он получил статус свободного агента. В феврале 2020 года он подписал однолетний контракт на два миллиона долларов с клубом «Питтсбург Пайрэтс».